# جامع اولي العزم (الأنبار)
جامع أولي العزم من مساجد العراق الحديثة، ويقع في قضاء الرمادي في محافظة الأنبار، في شارع جميل قرب زيوت الرمادي، وتم بناءهُ في عام 1408هـ/1988م، على نفقة المتبرعة (قهرية حمود عبيد)، وتبلغ مساحة الجامع 1200م2، ويحتوي الحرم على مصلى واسع يتسع لأكثر من 800 مصل. وتقام فيه صلاة الجمعة والعيدين والصلوات الخمس.
تحيط الحرم النوافذ من كل جانب، ومقابل الحرم فسحة وطارمة، وحول المبنى حديقة واسعة. ويحتوي الجامع على غرفتان للإمام والخطيب.